# Santa Susana de Chiviaza
Santa Susana de Chiviaza ist eine Ortschaft und eine Parroquia rural („ländliches Kirchspiel“) im Kanton Limón Indanza der ecuadorianischen Provinz Morona Santiago. Die Parroquia besitzt eine Fläche von 285,22 km². Die Einwohnerzahl lag im Jahr 2010 bei 772.

## Lage
Die Parroquia Santa Susana de Chiviaza liegt an der Ostflanke der Cordillera Real zwischen den Flüssen Río Yunganza und Río Namangoza, die im äußersten Norden aufeinander treffen. Das Gebiet liegt in Höhen zwischen 500 m und 2800 m. Der 110 m hoch gelegene Hauptort Santa Susana de Chiviaza, auch kurz: Chiviaza, befindet sich 9 km nordöstlich vom Kantonshauptort General Plaza. Eine 7,5 km lange Nebenstraße verbindet Chiviaza mit der Fernstraße E45 (Macas–Zamora).
Die Parroquia Santa Susana de Chiviaza grenzt im Osten an die Parroquia Patuca (Kanton Santiago), im Süden an die Parroquia San Antonio, im Südwesten an die Parroquia General Plaza, im Westen an die Parroquia Yunganza sowie im Norden an die Parroquia San Luis del Acho (Kanton Santiago).

## Orte und Siedlungen
In der Parroquia Santa Susana de Chiviaza gibt es folgende Siedlungen:
- Chiviaza
- San José Obrero
- Ayankas
- Aratsim
- Santamas
- Ampakay
- Pamas
- El Carmen
- El Pescado
- La Esperanza
- El Panecillo
- La Orquidea
- Pupunas

## Geschichte
Die Parroquia Santa Susana de Chiviaza wurde am 25. Januar 1951 gegründet (Registro Oficial N° 722).